# Nördliche Kernstadt (Schwäbisch Hall)
Nördliche Kernstadt ist ein Stadtteil von Schwäbisch Hall. 

## Geographie
Der Stadtteil umfasst die Wohngebiete Rippergstraße, Spinnerei, Auwiese, Diak sowie Wettbach. 

## Geschichte
Am 30. Juni 2022 hatte der Stadtteil 924 Einwohner.

## Sehenswürdigkeiten
- Aquädukt in der unteren Wettbachklinge ⊙
- Nikolaifriedhof und Friedhofskapelle St. Nikolaus ⊙
- Auferstehungskirche des evangelischen Diakoniewerks ⊙
- Hölzerne Archenbrücke über den Kocher zwischen der Neumäuerstraße und der Auwiese. ⊙